# 伍德森 (阿肯色州)
伍德森（英語：Woodson）是位於美國阿肯色州普拉斯基縣的一個人口普查指定地區。

## 地理
伍德森的座標為34°31′51″N 92°12′52″W / 34.53083°N 92.21444°W，而該地最高點為海拔高度76米（即249英尺）。

## 人口
根據2020年美國人口普查的數據，伍德森的面積為11.52平方千米，當中陸地面積為11.26平方千米，而水域面積為0.26平方千米。當地共有人口346人，而人口密度為每平方千米30人。